# 奧古斯都拱門 (蘇薩)

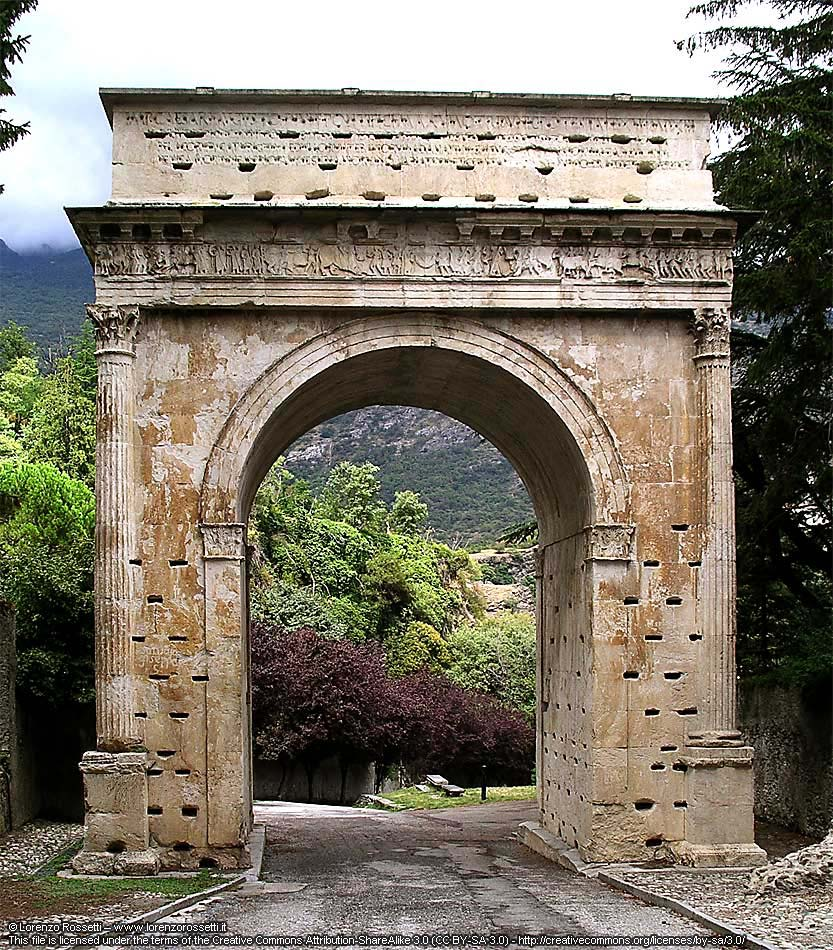
奧古斯都拱門

奧古斯都拱門（Arch of Augustus）是意大利城市蘇薩的一座古羅馬拱門。這座拱門修建於西元前1世紀，紀念奧古斯都和科提圖斯延續同盟。